# Sally Pressman
Pour les articles homonymes, voir Pressman.
Sally Pressman est une actrice américaine née le 1er août 1981 à New York.

## Biographie
Sally Pressman est née 1er août 1981 à New York, États-Unis. 
C'est la fille de Penny Ann Pressman et de Jonathan Bernstein. Sa mère a étudié les Beaux-Arts et le théâtre à l'université de Brandeis et travaille pour Christie Auction House. Son père travaille en tant qu'avocat et investisseur. 
Elle a un frère qui se nomme Benjamin Rhodes Bernstein. Son grand-père était William Pressman qui était vice-président exécutif des jouets Hasbro, et qui avait crédité la création du GI Joe en figurine, une poupée des forces armées. 
Elle a suivi une formation au ballet et a été membre de la compagnie Manhattan Ballet. Elle a obtenu un baccalauréat des arts en études théâtrales de l'Université Yale. 

### Vie privée
Elle est mariée depuis le 17 septembre 2011 à David Clayton Rogers. Le  10 avril 2013, ils accueillent leur premier enfant, Joshua Rogers. ls ont accueilli leur deuxième enfant en septembre 2018, une fille, Chloe Rogers.

## Carrière
Outre un rôle secondaire dans les films Swordswallowers et Thin Men, qu'elle a tournés alors qu'elle était encore étudiante à Yale, sa carrière cinématographique a effectivement débuté en 2006 avec le film d'horreur indépendant Last Rites of the Dead. Elle est également apparue dans un autre film d'horreur indépendant, The Dread, sorti en 2007. 
En 2006, elle est apparue à la télévision dans la série Shark et elle apparaît dans la série American Wives en tant que Roxy LeBlanc. 
En 2014 elle interprète Helga dans Once Upon a Time.
De 2018 à 2021, elle incarne Nancy dans la série Good Girls. 

## Filmographie

### Cinéma

#### Longs métrages
- 2003 : Swordswallowers and Thin Men de Max Borenstein : Monica
- 2006 : Last Rites of the Dead de Marc Fratto : La patronne d'Angela
- 2007 : The Dread de Michael Spence : Teri
- 2009 : La Copine de mon meilleur ami (My Best Friend's Girl) d'Howard Deutch: Courtney
- 2015 : 400 Days de Matt Osterman : Darla

#### Courts métrages
- 2007 : Life Unkind de Shaun Kosta : Amelia
- 2013 : The Barter System de Jonathon Roessler : Jenna
- 2014 : Ladies on Top de William Applegate Jr. : Cassie Bieber
- 2017 : Sedation de Robert McDermott : Charlotte
- 2018 : Magnetic Plasma for mass(es) Enlightenment de Drew Fuller : Buddy
- 2019 : Just A Drill de Julianne Donelle : Eva

### Télévision

#### Séries télévisées
- 2006 : Shark : Deena Brock
- 2007 : Esprits criminels (Criminal Minds) : Chrissy Wilkinson
- 2007 - 2013 : American Wives : Roxy LeBlanc
- 2008 : Old Christine : Melanie
- 2011 : Man Up : Kelly
- 2013 : Scandal : Candace Marcus
- 2014 : Person of Interest : Holly
- 2014 : Grey's Anatomy : Ellis Grey jeune
- 2014 : Once Upon a Time : Helga
- 2015 : Major Crimes : Gretchen Tucker
- 2016 : Girls : Coco
- 2016 : The Catch : Stéphanie Duncan
- 2016 : Pure Genius : Suzie
- 2016 : Rally : Stephanie Miller
- 2016 - 2018 : Younger : Malky
- 2017 : iZombie : Tori Sutcliffe
- 2017 : Appartements 9JKL (9JKL) : Christina
- 2018 : 13 Reasons Why : Mme Rice
- 2018 : Reverie : Holly Maxwell
- 2018 - 2021 : Good Girls : Nancy
- 2020 : Au fil des jours (One Day at a Time) : Infirmière Sasha
- 2021 : De l'autre côté (Just Beyond) : Brook
- 2021 : Acapulco : Mme Bennett
- 2021 : I Think You Should Leave with Tim Robinson : Janeane

#### Téléfilm
- 2008 : Love Sick : Secrets of a Sex Addict de Grant Harvey : Sue Silverman
- 2013 : Joe, Joe & Jane de Joe Port et Joe Wiseman : Jane Waxman